# رولاند ساليناس
رولاند ساليناس (بالإسبانية: Rolando Salinas)‏ هو منافس ألعاب قوى تشيلي، (ولد في سان فيليبي في تشيلي 1889  م).

## وصلات خارجية
- رولاند ساليناس على موقع أوليمبيديا (الإنجليزية)